# František ze Žerotína
František Josef ze Žerotína (německy Franz Joseph von Zierotin, † 1755) byl šlechtic z významného moravského rodu Žerotínů.

## Život

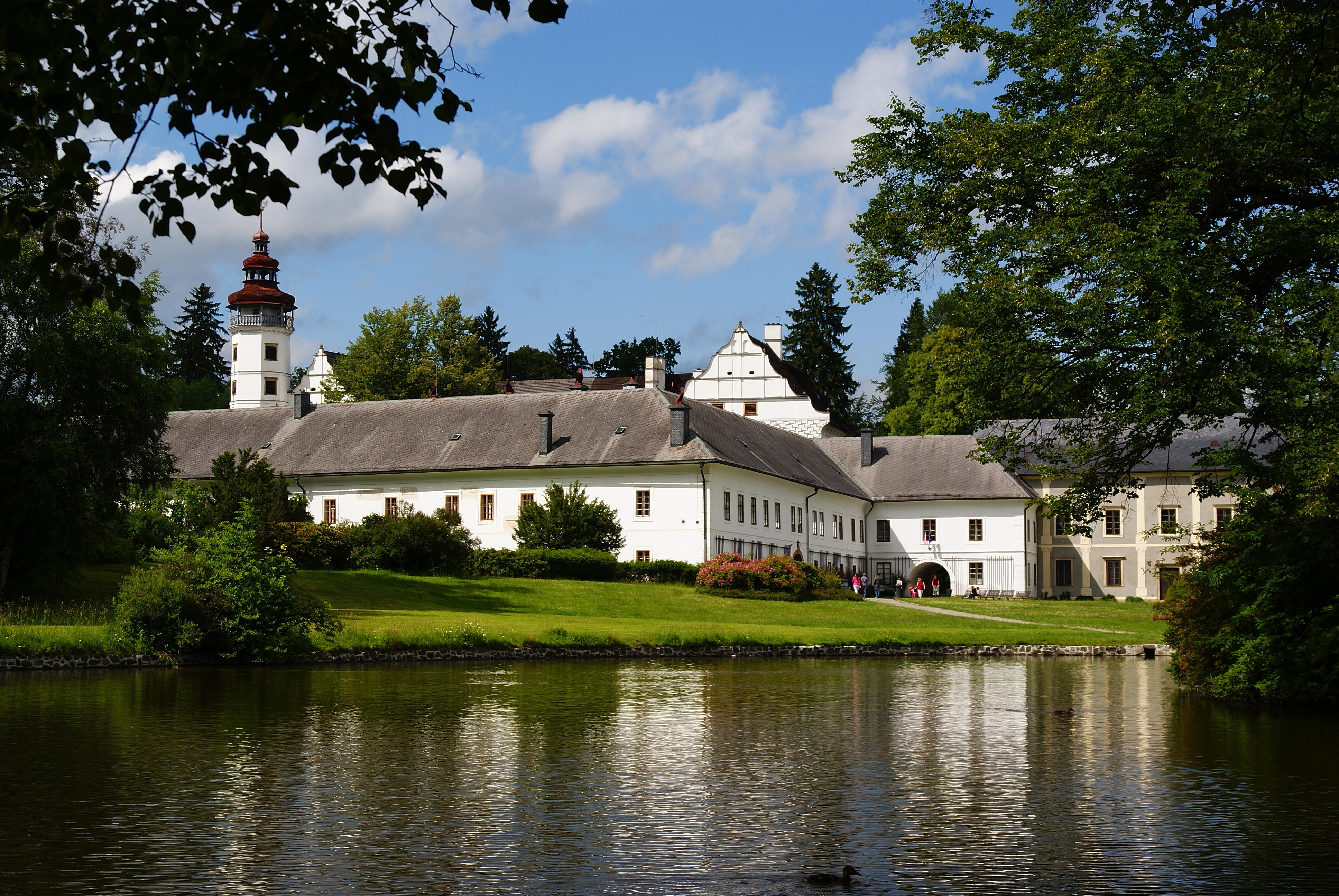
Zámek Velké Losiny

Byl starším ze synů Františka Ludvíka ze Žerotína a Luisy Karolíny ze Žerotína z velkolosinské linie rodu.
V letech 1731–1748 spolu se svým bratrem Michalem zdědil statky po otci, včetně slezského panství Niemodlin. Kvůli nezletilosti obou bratrů spravovala majetek až do roku 1743 jejich matka, za významné pomoci jejího bratra Jana Ludvíka z Velkých Losin.
V důsledku dělení rodového majetku provedeného v roce 1748 převzal František ze Žerotína moravskou část panství.
Zemřel jako svobodný a bezdětný.